# Vendaphaea lajuma
Vendaphaea lajuma is een spinnensoort uit de familie van de loopspinnen (Corinnidae).
De wetenschappelijke naam van de soort werd in 2009 gepubliceerd door Haddad.